# 劉曰桂
劉曰桂（1550年—？），字汝芳，號梓源、又号梓陽，江西南昌府南昌縣梓溪田垅人，民籍，明朝政治人物。

## 生平
萬曆七年（1579年）己卯科江西鄉試第五十一名，萬曆八年（1580年）聯捷庚辰科會試第一百四十七名，登二甲第四十名進士。兵部觀政，十二年授刑部主事，卒。

## 家族
曾祖劉伯祥；祖父劉廷惠；父劉仕浚。母李氏。